# Municipio de Canelones

Mapa del municipio de Canelones.

El Municipio de Canelones es uno de los municipios del departamento de Canelones, Uruguay. Tiene como sede la ciudad homónima.

## Ubicación
El municipio se encuentra localizado en la zona centro-oeste del departamento de Canelones, al sur del arroyo Canelón Grande. Limita al norte con el municipio de Santa Lucía, al este con los de Santa Rosa y Sauce, al sur con el municipio de Juanicó, y al oeste con los de Aguas Corrientes y Los Cerrillos.

## Características
El municipio fue creado por Ley Nº 18.653 del 15 de marzo de 2010, y forma parte del departamento de Canelones. Su territorio comprende a los distritos electorales CAA y CNA de ese departamento. 
Se trata de una zona cuya principal actividad económica es la lechería y la hortifrutícola.
Según la intendencia de Canelones, el municipio cuenta con una población de 27.338 habitantes, lo que representa un 5.6% de la población total del departamento, y se trata de una población que tiende a envejecer más rápidamente comparada con la departamental. Dentro del municipio se pueden diferenciar tres zonas: por un lado la ciudad de Canelones, que además de ser sede del municipio, es capital del departamento, con una realidad urbana, sub-urbana y rural; luego está la zona de Juanicó, con una población de características netamente rurales, y con una realidad social y cultural propia; la tercera zona corresponde a otras áreas rurales ubicadas en los alrededores de la ciudad de Canelones, donde abundan las chacras, quintas, viñedos y tambos.
Su superficie es de 226 km².
Forman parte del municipio las siguientes localidades:
- Canelones
- Paso Palomeque
- Paso Espinosa

## Autoridades
La autoridad del municipio es el Concejo Municipal, compuesto por el Alcalde y cuatro Concejales.
Alcaldes según período:
| Nº | Alcalde        | Partido          | Inicio del mandato      | Fin del mandato         | Observaciones     | Concejales                                                                    |
| -- | -------------- | ---------------- | ----------------------- | ----------------------- | ----------------- | ----------------------------------------------------------------------------- |
| 1  | Mabel Curbelo  | Frente Amplio FA | 26 de julio de 2010     | 8 de julio de 2015      | Alcaldesa elegida |                                                                               |
| 2  | Darío Pimienta | Frente Amplio FA | 9 de julio de 2015      | 26 de noviembre de 2020 | Alcalde elegido   | Claudio Benítez (FA) Mario Estaban (FA) Dorys Texeira (PN) Nellys Soria (PN)  |
| 3  | Darío Pimienta | Frente Amplio FA | 27 de noviembre de 2020 | 2025                    | Alcalde reelegido | Claudio Benítez (FA) Américo Puga (FA) Gerson Vila (FA) Natalia Molinari (PN) |